# Villette (Meurthe-et-Moselle)
Villette is een gemeente in het Franse departement Meurthe-et-Moselle (regio Grand Est) en telt 212 inwoners (1999).
De gemeente maakt deel uit van het arrondissement Briey en sinds 22 maart 2015 van het kanton Mont-Saint-Martin. Daarvoor hoorde het bij het kanton Longuyon, dat op die dag opgeheven werd.

## Geografie
De oppervlakte van Villette bedraagt 4,6 km², de bevolkingsdichtheid is 46,1 inwoners per km².
Het plaatsje ligt aan de Chiers.
De onderstaande kaart toont de ligging van Villette (Meurthe-et-Moselle) met de belangrijkste infrastructuur en aangrenzende gemeenten.

## Demografie
Onderstaande figuur toont het verloop van het inwonertal (bron: INSEE-tellingen).